# 宇宙化学
宇宙化学（うちゅうかがく、英語: cosmochemistry あるいは astrochemistry）とは、宇宙空間における元素組成、星および星間物質の組成・構造について研究する学問である。地球化学などと同様な環境化学の一分野であり、無機化学の周辺分野に位置づけられる。
大きく分けると電波天文学等などで得られた通常物質の発光スペクトルあるいは吸収スペクトルから、星あるいは星間物質の組成を研究する方法と、隕石あるいは地球外探査機が取得サンプルを分析して得られる惑星・衛星の組成を研究する方法とに分類することができる。

## 天体望遠鏡を用いた分光観測
光学望遠鏡、電波望遠鏡、宇宙望遠鏡等の天体望遠鏡を用いて、各周波数領域のスペクトルを観測することができる。この観測により、天体の化学的な組成や、温度や密度といった物理的な状態を知ることができる。これらの解析は実験室で行われる分光学的実験の結果に基づいて行われる。

電波望遠鏡を用いた分子の純回転遷移の観測は、遷移の周波数が分子固有の物であるので、原子数の少ない分子に対しては数本の遷移を観測することにより、精確に分子を同定することができる。また、特徴的な振動準位または電子状態を持つ分子は、光学望遠鏡を用いた 赤外または紫外・可視光線スペクトル観測により分子を同定することができる。これらの方法により、現在130種類以上（イオンを含む、同位体置換体を除く）の星間分子が、星間空間に存在することが知られている。
望遠鏡の性能の向上に伴って、この分野も発展をとげた。現在においては、観測された分子の中にはアルコールやアルデヒドのような様々な有機化合物が含まれる。望遠鏡のさらなる性能向上により、生命の起源に対する手がかりが期待されている。
また、観測された分子の中には、地球上では不安定で通常では観測されにくい分子が強い信号として観測されることがある（例えば、H3+などのイオンや、HCnNといったラジカル）。このような特別な分子の組成を説明するための化学反応（イオン-分子反応等）が研究されてきた。
星あるいは星間物質の組成を研究することは、関連する宇宙物理学に対して検証する手段を与える。すなわち、宇宙における水素とヘリウムの組成を決定することは、大統一場理論の予測と比べることで同理論を検証することにつながる。また、星に含まれる元素スペクトルあるいは星間物質の吸収スペクトルの研究は恒星の進化を検証し、ひいては銀河系の進化、宇宙の進化を明らかにすることにつながる。

## 惑星・衛星の組成の研究
一方、南極大陸の氷層から発見される隕石を分析することや、探査機からもたらされる惑星あるいは衛星のサンプルのデータは、太陽系の起源や惑星系の進化の過程を明らかにする。近年、南極氷床から発見された、その組成から火星起源である隕石から、生物由来のものに酷似した微小鉱物が発見されて話題になった。同鉱物は非生物的にも生成することが反論され、必ずしも同隕石は火星における生命を証明しえないが、このように宇宙化学のもたらす成果は科学の多方面に寄与している。